# Hallmark Pictures Corporation
Hallmark Pictures Corporation foi uma companhia cinematográfica estadunidense da era do cinema mudo que  esteve envolvida na produção e distribuição de vários filmes entre 1919 e 1920.

## Histórico
A Hallmark foi formada em setembro de 1919, através da fusão das empresas de Frank G. Hall, que incluíam a Film Clearing House, Independent Sales Corporation, Film Finance Corporation, Hobart Henley Productions e Charles Miller Productions. O plano da Hallmark era a produção de 26 filmes por ano em sua série de Famous Directors Pictures, além de 12 filmes para a British-American Finance Corporation.
Em  1919, a companhia produziu o documentário Thru the Roosevelt Country with Colonel Roosevelt, com Theodore Roosevelt. Produziu também os seriados The Trail of the Octopus (1919), The Screaming Shadow (1920) e The Evil Eye, sua última produção, ao lado da Ascher Enterprise, em 1920. Depois disso, distribuiu ainda alguns filmes, tais The Common Sin e For Love or Money, ambos produzidos pela Burton King Productions em 1920.
A Hallmark fez o relançamento de vários filmes produzidos por outras companhias, entre eles alguns de Charles Chaplin, como The Vagabond (1916), e The Fireman (1916), que foram relançados em 1919, e Impossible Susan, produzido pela American Film Company em 1918 e relançado pela Hallmark em 1920.
Em 1920, seus filmes passaram a ser distribuídos pela Triangle Distributing Corporation, e no fim daquele mesmo ano, pela Robertson-Cole Distributing Corporation. A Hallmark cessou suas atividades em 1920, e foi responsável por cerca de 15 filmes no período em que ficou ativa.

## Filmografia

### Produção
- Thru the Roosevelt Country with Colonel Roosevelt (documentário, 1919)[7]
- The Trail of the Octopus (seriado, 1919)
- High Speed (1920)
- The Screaming Shadow (seriado, 1920)
- The Veiled Marriage (1920)
- Chains of Evidence (1920)
- The Evil Eye (seriado, 1920)

### Distribuição
- A Dangerous Affair (1919)
- The Phantom Honeymoon (1919)
- Love, Honor and … ? (1919)
- The Heart of a Gypsy (1919)
- Wits vs. Wits (1920)
- The Discarded Woman (1920)
- High Speed (1920)
- The Veiled Marriage (1920)
- Chains of Evidence (1920)
- The Evil Eye (1920)
- The Common Sin (1920)
- For Love or Money (1920)

### Relançamentos
- The Vagabond (1916)
- The Fireman (1916)
- Impossible Susan (1918)